# Xã Calumet, Quận Lake, Indiana
Xã Calumet (tiếng Anh: Calumet Township) là một xã thuộc quận Lake, tiểu bang Indiana, Hoa Kỳ. Năm 2010, dân số của xã này là 104.258 người.